# Резерфорд, Адам
Адам Резерфорд (англ. Adam Rutherford; род. 1974/1975) — британский генетик, автор и телеведущий. В июне 2022 года стал президентом организации «Гуманисты Великобритании».
Был редактором журнала Nature в течение десятилетия, является частым автором газеты Гардиан, ведёт программу Би-би-си Радио 4 Внутри науки, подготовил ряд научно-документальные фильмов и опубликовал книги по теме генетика и происхождение жизни. Имеет индогайянские корни.